# Aleutskij rajon
L'Aleutskij rajon in russo Алеутский район? è un rajon del Territorio della Kamčatka, nell'estremo oriente russo. Il capoluogo è il villaggio di Nikol'skoe (in lingua russa Никольское), sull'isola di Bering.
Il territorio comprende inoltre l'arcipelago delle isole del Commodoro, situate nel mare di Bering alcune centinaia di chilometri al largo della costa meridionale della Kamčatka; la popolazione è costituita da alcune centinaia di individui, la maggior parte dei quale appartenente alla etnia degli aleutini, unici nel territorio russo.